# نیکولای پاپ
نیکولای پاپ (انگلیسی: Nicolae Pop؛ زادهٔ ۳ ژانویهٔ ۱۹۵۱) بازیکن والیبال اهل رومانی است.